# Критський емірат
Критський емірат (араб. إقريطش; бл. 828 —961 роки) — середньовічна мусульманська держава, що утворилася внаслідок захоплення арабами острова Крит у Візантійської імперії. Протягом усього існування вела постійні війни з візантійцями. Зрештою 961 року була підкорена Візантією.

## Історія

### Заснування
У 818/819 році частина біженців з Кордовського емірату зайняла околиці Олександрії в Єгипті, а потім за підтримки берберів захопило саме місто, перетворивши на свою базу. Звідси почали здійснювати розбійницькі напади на володіння Візантії. 824 року було здійснено перший напад на узбережжя Криту. 825 року під тиском військ халіфа Абдуллаха аль-Маммуна іспанські араби залишили Олександрію, вирушивши на Крит. Значну частину якого було швидко захоплено. Цьому сприяла складна ситуація на Балканах, де візантійський імператор Михайло II боровся з прихильниками загиблого Фоми Слов'янина. У 826 і 827 роках візантійці намагалися контратакувати, але зазнали поразок на суходолі та в морській битві. До 828 року араби остаточно закріпилися на острові, заснувавши столицю Хандак.

### Піднесення
Очільник арабів Умар I оголосив себе еміром, визнавши зверхність багдадського халіфа. Продовжив активну загарбницьку політику, намагаючись підкорити острови в Егейському і Критському морях, а також здійснював грабіжницькі напади на візантійські володіння на материках. Спочатку андалузцям також вдалося захопити декілька Кікладських островів.
Імператор Феофіл намагався скористатися конфліктом Омеядів і Аббасидів, запропонувавши кордовському еміру Абдаррахману II здійснити спільну кампанію проти Критського емірату. Хоча останній надав на це згоду, нічим конкретним цей план так і не закінчився. У жовтні 829 року критський флот завдав поразки візантійцям біля острова Фасос, відкривши усе Егейське море для арабських піратів. Між 835 і 840 роками атаці піддався острів Евбея, в 837 році — Лесбос і узбережні феми Фракісій, де був знищений монастирський центр на горі Латрос. Критські араби були розбиті стратегом Костянтином Контомітом. 843 року відбувся потужний наступ візантійців, які змогли навіть закріпитися на Криті. Проте внутрішні чвари в Константинополі завадили розвинути успіху. Тому арабам вдалося повернути втрачене.
Ця політика була продовжена за наступних емірів. За еміра Шу'яба I було захоплено й пограбовано чернечу гору Афон. Протягом 850—860-х років флот емірату успішно протидіяв візантійцям. Також пірати Криту здійснювали нові потужні напади на узбережжя Пелопоннесу і Кікладських островів.
У 872 році критськими піратами було розграбовано узбережжі Далмації, 873 року — острови Іонічного моря. На зворотному шляху арабський флот в битві біля Криту зазнав тяжкої поразки. Нову поразку емірат зазнав у битві біля мису Малеї (неподалік Пелопоннесу). Це призвело до нетривалої перерви в набігах на Візантію.
Від нових нападів сильно постраждав острів Егіна, а жителі Наксоса і Патмоса стали платити емірам. У 893 році було сплюндровано острів Самос, а в 903 році — Лемнос. Скориставшись тим, що в цей час Візантія воювала з болгарами, критський флот спустошував Пелопоннес, Середню Грецію і Фессалоніки. У 906 році в битві біля Криту арабських флот зазнав поразки, але у 911 році у битві біля Самоса отримав реванш. Проте 923 року критський флот біля Лемносу зазнав нової поразки.
У 930-940-х роках критське піратство досягло нового рівня, спустошення зазнали Південна Греція, Афон і захід Малої Азії. 949 року було завдано тяжкої поразки візантійському флоту.

### Занепад
960 року потужне візантійське військо на чолі із Никифором Фокою зуміло висадитися на острові. Протягом року було підкорено увесь Крит. Столиця емірату Хандака трималася до березня 961 року. Місто було пограбоване, а його мечеті і стіни зруйновані.
Мусульманське населення було вбито або перетворено на рабів, яких було виселено з Криту. Сюди переселили греків і вірмен. Острів було перетворено на фему.

## Устрій
Політична, військова і судова влада належала емірові.

### Еміри
- Умар I (828—855)
- Шу'яб I (855—880)
- Умар II (880—895)
- Мухаммад (895—910)
- Юсуф (910—915)
- Алі I (915—925)
- Ахмад (925—940)
- Шу'яб II (940—943)
- Алі II (943—949)
- Абд аль-Азіз (949—961)

## Економіка
Основу становили работоргівля та піратські напади на візантійські міста. Частково було розвинено садівництво і виноградарство. З часом набуло розвитку сільське господарство, можливо саме за часів емірату на острів було завезено цукрову тростину. Можливо також було розвинено ремісництво із спорудження суден, вироби побутових речей, виготовленню килимів. Основним напрямком торгівлі були держави північної Африки і Сирії. Вважається, що вивозили туди переважно оливкову олію та рабів. Завозили предмети розкоші, мистецтва тощо.
Збережені численні золоті, срібні та мідні монети з повноцінним вагою і складом свідчать про сильну економіку і високий рівень життя місцевого населення.

## Культура
Хандак був важливим культурним центром, але це відомо опосередковано, оскільки практично усе матеріальну спадщину часів емірату було знищено або вивезено візантійцями.
Більшість населення складали мусульмани. Греки-християни Криту, що мешкали до захоплення острова арабами, загинули, були перетворені на рабів та продані до Єгипту або навернулися до ісламу.